# 築地町 (昭島市)
築地町（ついじちょう）は、東京都昭島市の町名。丁目の設定のない単独町名である。住居表示未実施区域。

## 地理
昭島市の東部に位置し、西と北と北東に中神町、東に福島町、南に玉川町と接している。

### 地価
住宅地の地価は、2024年（令和6年）7月1日の地価調査によれば、築地町字仲平249番33の地点で25万8000円/m2となっている。

## 世帯数と人口
2025年（令和7年）6月1日現在（昭島市発表）の世帯数と人口は以下の通りである。
- 世帯数 : 121世帯
- 人口 : 302人

### 人口の変遷
国勢調査による人口の推移。
| 年                 | 人口 |
| ------------------ | ---- |
| 1995年（平成7年）  | 623  |
| 2000年（平成12年） | 553  |
| 2005年（平成17年） | 513  |
| 2010年（平成22年） | 456  |
| 2015年（平成27年） | 421  |
| 2020年（令和2年）  | 351  |

### 世帯数の変遷
国勢調査による世帯数の推移。
| 年                 | 世帯数 |
| ------------------ | ------ |
| 1995年（平成7年）  | 173    |
| 2000年（平成12年） | 184    |
| 2005年（平成17年） | 175    |
| 2010年（平成22年） | 165    |
| 2015年（平成27年） | 154    |
| 2020年（令和2年）  | 137    |

## 学区
市立小・中学校に通う場合、学区は以下の通りとなる（2024年8月時点）。
- 区域 : 242番地から444番地まで
  - 小学校 : 昭島市立富士見丘小学校
  - 中学校 : 昭島市立昭和中学校

## 事業所
2021年（令和3年）現在の経済センサス調査による事業所数と従業員数は以下の通りである。
- 事業所数 : 2事業所
- 従業員数 : 15人

### 事業者数の変遷
経済センサスによる事業所数の推移。
| 年                 | 事業者数 |
| ------------------ | -------- |
| 2016年（平成28年） | 2        |
| 2021年（令和3年）  | 2        |

### 従業員数の変遷
経済センサスによる従業員数の推移。
| 年                 | 従業員数 |
| ------------------ | -------- |
| 2016年（平成28年） | 15       |
| 2021年（令和3年）  | 15       |

## 施設
- 昭島住宅

## その他

### 日本郵便
- 郵便番号 : 196-0023[2]（集配局 : 昭島郵便局[14]）。